# Robert Wadlow
Robert Pershing Wadlow (Alton, 22 de fevereiro de 1918 – Manistee, 15 de julho de 1940) foi a pessoa mais alta da história registrada pela medicina para quem há evidências irrefutáveis. Wadlow era conhecido como o Gigante de Alton ou o Gigante de Illinois, pois nasceu e cresceu em Alton, Illinois.
Wadlow atingiu 2,72m (8 ft 11,1 in) de altura e pesava 199 kg (439 lb) na data de sua morte, aos 22 anos. Sua altura e seu crescimento na fase adulta devem-se à hipertrofia de sua hipófise, o que resultou em um nível anormalmente elevado de somatotropina. Até sua morte, seu corpo não demonstrou nenhuma indicação de que o crescimento pararia.
Robert também é detentor de dois outros recordes: o de maiores mãos (32,2 cm) e pés de todos os tempos (47 cm). No sistema brasileiro de calçados, seus pés calçariam tamanho 72.

## Biografia

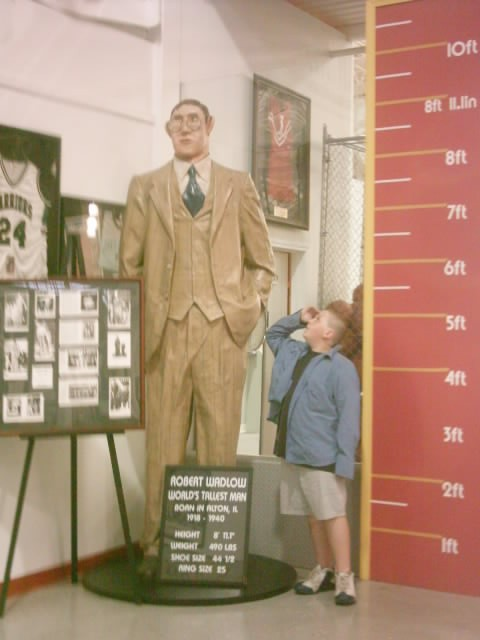

Nasceu em 22 de fevereiro de 1918, filho de Addie Johnson e Harold Wadlow em Alton, Illinois e era o filho mais velho de uma família de cinco irmãos. Em 1936, após graduar-se na Alton High School, matriculou-se no Shurtleff College com a intenção de estudar direito.

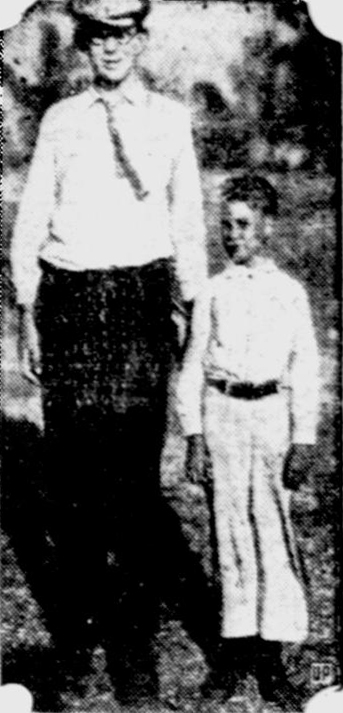
Foto de Wadlow aos dez anos e um garoto de mesma idade. Nessa época, o Gigante de Alton tinha 1,98 m.

O tamanho de Wadlow causava uma série de problemas: ele precisava de muletas para andar, e tinha pouca sensibilidade nas pernas e nos pés. Apesar dessas dificuldades, nunca usou uma cadeira de rodas. Robert era uma celebridade americana; ficou conhecido devido a uma turnê feita em 1936 com o Circo Ringling Brothers e uma turnê promocional em 1938 com a INTERCO. Um ano antes de sua morte, ele ultrapassou John Rogan como a pessoa mais alta que já existiu. Desde sua morte, à exceção de John F. Carroll e Leonid Stadnik, ninguém chegou a uma altura pelo menos 20 cm mais baixa que a dele.

### Morte
No dia 4 de julho de 1940, durante uma aparição profissional no Manistee National Forest Festival, machucou o pé esquerdo, causando uma bolha e subsequentemente uma infecção. Os médicos trataram-no com uma transfusão de sangue e uma cirurgia de emergência, porém sua condição apenas piorava e, em 15 de julho de 1940, morreu enquanto dormia, aos 22 anos.
Estima-se que 40 000 pessoas compareceram ao funeral de Wadlow em 19 de julho. Ele foi sepultado em um caixão de 3 metros de comprimento, que precisou de vinte carregadores para transportá-lo até uma cova de concreto sólido. Em 27 de junho de 1940, dezoito dias antes de sua morte, ele foi medido e constatou-se uma altura de 2,74 m (8 ft 11 in) pelos doutores C. M. Charles e Cyril MacBryde da Universidade Washington em St. Louis.

## Depois da morte
Uma estátua em tamanho real de Wadlow situa-se no College Avenue em Alton, em frente ao Alton Museum of History and Art. Ela foi erguida em 1986 em homenagem ao cidadão ilustre da cidade. Também existe outra estátua dele no Guinness Museum, perto das Cataratas do Niágara e também outras em cada Ripley's Believe It or Not Museum: em Wisconsin Dells, Myrtle Beach, Orlando, Nova Iorque, Ocean City (Maryland), San Antonio, St. Augustine, Branson, Copenhaga, Genting Highlands e Hollywood. Há ainda seis modelos de tamanho real, feitos antes de sua morte pelo artista James Butler.
A música "The Giant of Illinois", da banda The Handsome Family (e depois regravada por Andrew Bird) homenageia Wadlow. Em 2005, Sufjan Stevens gravou "The Tallest Man, the Broadest Shoulders", que fala sobre Wadlow. Uma foto de Robert e sua família é o destaque da contracapa da versão VHS da compilação Storytelling Giant, da banda Talking Heads.

## Tabela da evolução da altura

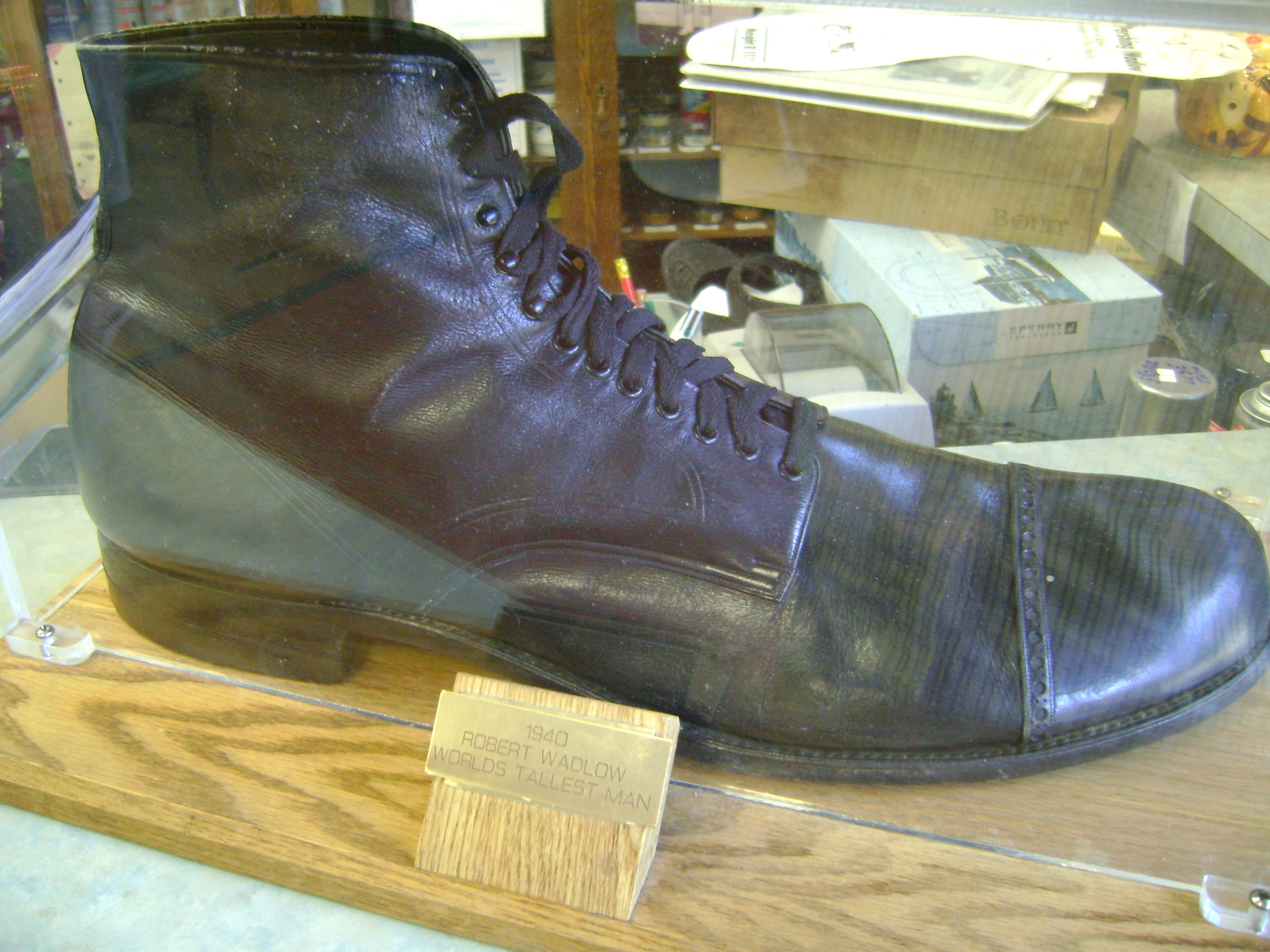
Os sapatos de Wadlow.

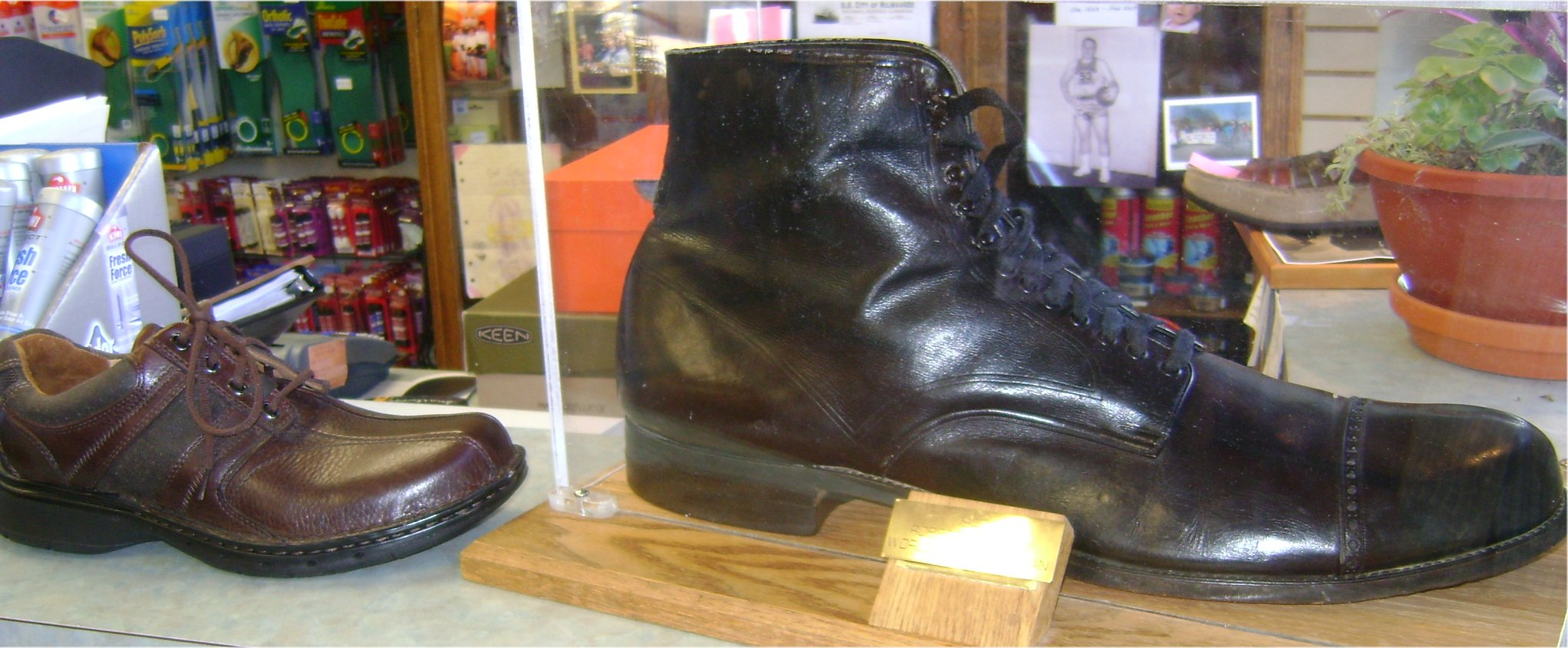
Os sapatos de Wadlow comparados a um de 18 cm.

| Idade | Altura                | Peso               | Notas                                                                                                 |
| ----- | --------------------- | ------------------ | --- |
| 0     | 51 cm (1 ft 8 in)     | 3,8 kg (8 lb 6 oz) | Altura e peso normais.                                                                                |
| 5     | 1,63 m (5 ft 4 in)    |                    | |
| 8     | 1,88 m (6 ft 2 in)    |                    | |
| 10    | 1,98 m (6 ft 6 in)    | 100 kg (220 lb)    | |
| 13    | 2,24 m (7 ft 4 in)    |                    | Escoteiro mais alto do mundo.                                                                         |
| 16    | 2,40 m (7 ft 10,5 in) | 166 kg (365 lb)    | |
| 17    | 2,48 m (8 ft 1,5 in)  | 180 kg (400 lb)    | O peso é aproximado.                                                                                  |
| 18    | 2,54 m (8 ft 4 in)    | 180 kg (390 lb)    | |
| 19    | 2,59 m (8 ft 6 in)    | 197 kg (435 lb)    | |
| 21    | 2,68 m (8 ft 9,5 in)  | 223 kg (491 lb)    | |
| 22    | 2,72 m (9 ft 0 in)    | 220 kg (485 lb)    | De acordo com o Guinness World Records, quando morreu, Robert Wadlow era o homem mais alto já medido. |